# Júlio Evangelista
Júlio Alberto da Costa Evangelista Ordem do Mérito Civil (Espanha); foi um poeta, advogado, político e jornalista português.
Nasceu na Quinta da Formiga, Valença do Minho, onde fez os primeiros estudos. Licenciou-se em Direito, pela Faculdade de Direito da Universidade de Lisboa e desenvolveu atividade profissional como advogado e jornalista, tendo sido subdirector do jornal católico A Voz. Como advogado gozou de grande prestígio, sendo o seu brilhantismo reconhecido por amigos e inimigos.

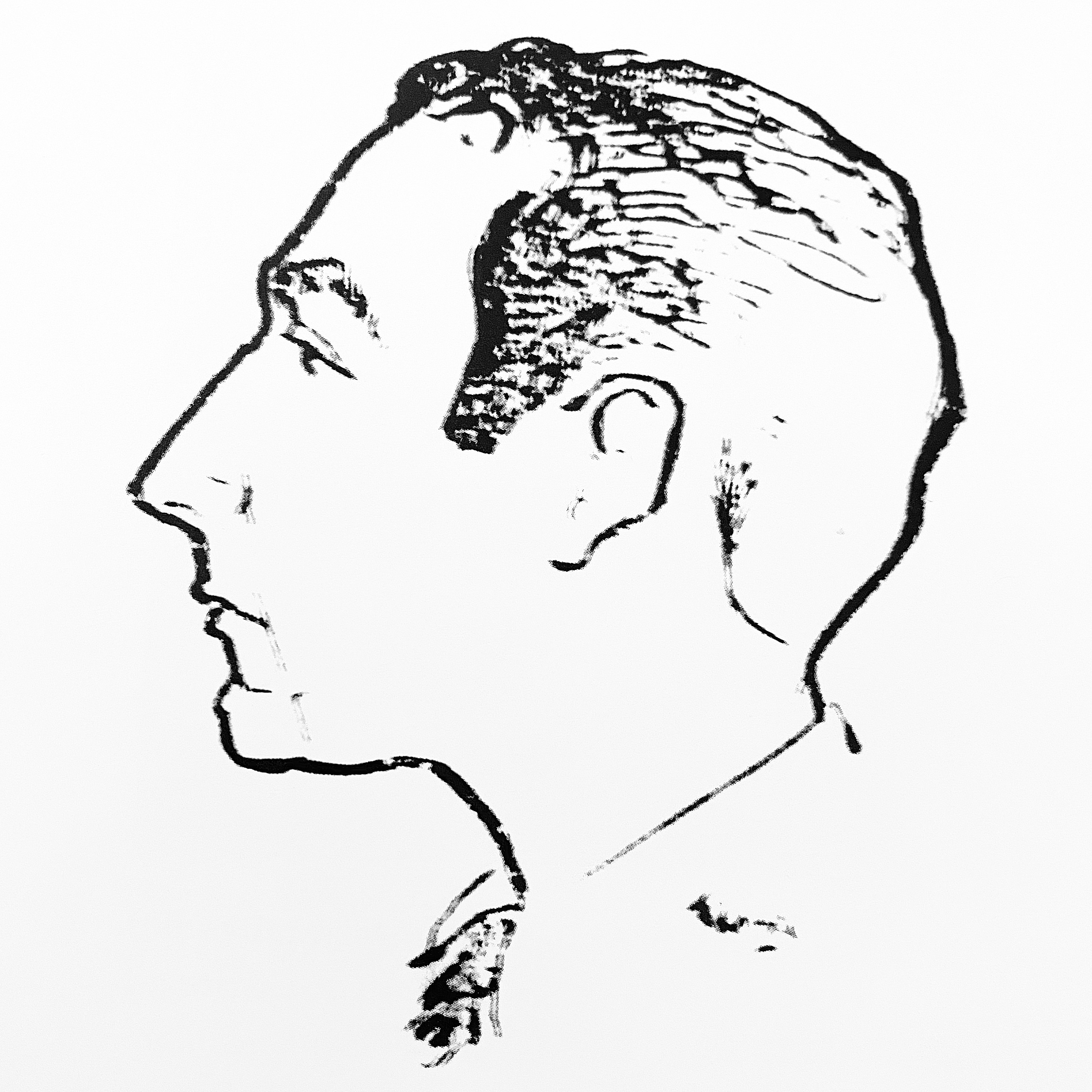
Júlio Evangelista em 1949, por Júlio Gil.

Como poeta fez parte da segunda geração de modernistas portugueses, tendo interrompido a produção na década de 1950 para se dedicar em exclusivo à advocacia e à política; algo que o seu grande amigo e poeta, António Manuel Couto Viana, sempre deplorou, uma vez que considerava Júlio um dos melhores poetas da sua geração. Nas suas palavras: "A tua poesia/ que limpidez exala!/ Como no estio a sede d'água fria./ Tão pura que apetece comungá-la."
Ainda enquanto estudante, nas décadas de 1940/50, frequentou as tertúlias literárias lisboetas tendo ficado próximo, entre outros, de David Mourão Ferreira ou Matilde Rosa Araújo, de quem foi amigo até ao fim da vida. Nas palavras de Matilde: "Pude conviver com o Júlio Evangelista ao longo dos anos, naqueles serões felizes do "Pedrisco", restaurante ameno na Avenida Pedro Álvares Cabral, para o qual a amizade gentil e generosa do David Mourão Ferreira nos congregava. O nosso David."
Filiado na União Nacional desde cedo, acabaria por se tornar íntimo de Marcello Caetano, com quem partilhou sociedade e escritório de advogado/jurisconsulto em Lisboa (Av. António Augusto Aguiar, 126) até 1974. Foi deputado à Assembleia Nacional, de 1957 a 1974 (VII, VIII, IX, X e XI Legislaturas) pelo círculo de Viana do Castelo.
Membro da Câmara Corporativa e figura destacada da ala mais conservadora do regime, foi vogal da Comissão Distrital de Viana do Castelo da União Nacional, membro da Junta Central da Legião Portuguesa e Inspector Nacional da Mocidade Portuguesa, tendo desempenhado também diversos cargos no Secretariado Nacional de Informação e assessoria no Ministério dos Negócios Estrangeiros.
Durante as décadas de 80 e 90 foi sucessivamente convidado para representar, como deputado, partidos democráticos de direita na Assembleia da República; pedidos sempre recusados por coerência à sua anterior atividade política, em que acreditava convictamente. Nesses anos continuou a desenvolver, com grande sucesso, atividade como advogado, tendo sido responsável pela assessoria jurídica de grandes obras públicas, como a construção da A4 - Túnel de Águas Santas.
Casou em 1959 com Maria Helena Molins Rumsey Gonçalves Pires, filha do Coronel António Gonçalves Pires, herói português da Primeira Guerra Mundial, tendo apadrinhado este casamento Baltazar Rebelo de Sousa e a sua mulher, D. Maria das Neves. Filho destes, Marcelo Rebelo de Sousa, escreveu sobre Júlio em 2013: "Optimista nato, voluntarista, frenético, incansável, extrovertido, orador fluente e escritor polivalente, contador de histórias sem cessar, folgazão impenitente mas trabalhador empenhado, companheirão de iniciativas as mais inesperadas e de convívios os mais divertidos. Além do mais, inteligente, esperto e lido. E, claro, doentiamente político. Talvez demais...".

## Obras publicadas
- Adolescência (1943).
- Programa alterado (1949).
- Alfredo Pimenta, doutrinador de portugalidade (1952).
- Dicionário de segredos: poesias (1953).
- Louvor e defesa da vida local (1957).
- A Assembleia Nacional e os últimos acontecimentos nacionais (1961).
- O poeta João Verde (1961).
- Portugal vis-a-vis the United Nations (1961).
- Ghana's complaint and the plot against Portugal (1963).
- A queixa do Ghana e a conjura contra Portugal (1963).
- Planeamento educativo e formação da juventude (1964).
- Cantares de todo o ano (1971).
- Gente nova de Viana na década de quarenta; seguido de uma Antologia de poesia jocosa dos heterónimos de Couto Viana (1993).
- Largo da boa viagem (1994).
- Um herói vianês (2004).[3]